# Désiré André

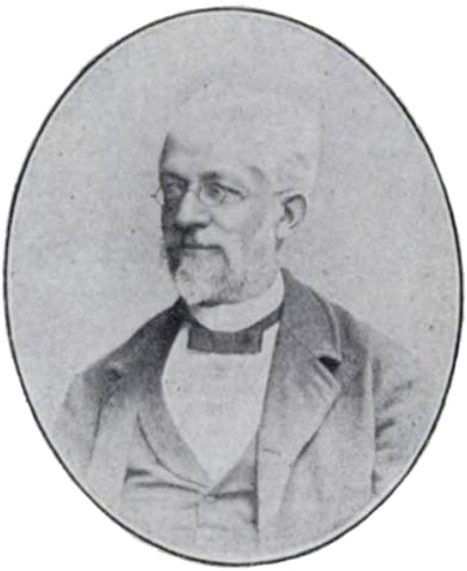
Désiré André

Antoine Désiré André (* 29. März 1840 in Lyon; † 12. September 1917 in Paris) war ein französischer Mathematiker, der sich mit analytischer Kombinatorik beschäftigte. Er war ein Schüler von Joseph Bertrand und lehrte als Professor am Institut Catholique de Paris. Er erhielt Bekanntheit durch seine Arbeiten zu alternierenden Permutationen und zum Reflexionsprinzip.

## Leben
André ging zunächst am Lycée de Lyon zur Schule. In seinem letzten Schuljahr wechselte er an das renommierte Lycée Henri IV in Paris, wo er 1860 als Klassenbester seinen Abschluss machte. Er studierte daraufhin an der École normale supérieure in Paris in der Sektion Naturwissenschaften. Im Jahr 1863 erhielt er seine Agrégation im Fach Mathematik. Seine Promotion in Mathematik schloss er 1877 mit der Arbeit Développements en séries des fonctions elliptiques et de leurs puissances (Reihenentwicklung elliptischer Funktionen und ihrer Potenzen) ab.
Nach seinem Studium unterrichtete er als Lehrer zunächst Elementarmathematik am Lycée de Troyes und an der École des Carmes, später dann spezielle Mathematik am Collège Sainte-Barbe und am Collège Stanislas in Paris. Daraufhin lehrte er angewandte Mathematik an der naturwissenschaftlichen Fakultät der Universität Dijon, bevor er 1887 zum Professor für mathematische Analysis am Institut Catholique de Paris ernannt wurde. Im Jahr 1907 ging er in den Ruhestand.

## Werk
André schrieb eine große Zahl an wissenschaftlichen Veröffentlichungen vor allem in der analytischen Kombinatorik. Dabei leistete er wichtige Beiträge zu Faktoriellen, Kombinationen, Variationen, Permutationen, Inversionen, Rekurrenzen, Reihen, Determinanten, sowie zu verschiedenen weiteren kombinatorischen Problemen. Sein vielleicht bekanntestes Resultat ist die Darstellung der Maclaurin-Reihe der Sekans- und der Tangensfunktion (1879, 1881) der Form
{\displaystyle \sec x+\tan x=\sum _{n=0}^{\infty }A_{n}{\frac {x^{n}}{n!}}},
wobei {\displaystyle A_{n}} die Anzahl alternierender Permutationen der Länge {\displaystyle n} ist. Weiter geht auf ihn eine kombinatorische Variante des Reflexionsprinzips (1887) zurück, das Louis Bachelier später bei der Analyse von Wiener-Prozessen in der Finanzmathematik einsetzte.

## Ehrungen
Im Jahr 1889 wurde er Präsident der Société Mathématique de France. Im Juli 1897 wurde er zum Ritter der französischen Ehrenlegion (Chevalier de la Légion d’Honneur) ernannt. 1904 erhielt er den Prix Poncelet der Académie des sciences.

## Veröffentlichungen

### Bücher
- L’arithmétique des écoles primaires. Ouvrage conforme aux programmes officiels, et contenant quatorze cent quatre-vingt-dix-huit exercices pratiques. Cours élémentaire. Librairie Classique E. Belin, Paris 1883.
- L’arithmétique des écoles primaires. Ouvrage conforme aux programmes officiels, et contenant 2580 exercices pratiques. Cours moyen. Vve E. Belin et fils, Paris 1884.
- L’arithmétique des écoles primaires. Cours supérieur contenant trois mille deux cent huit exercices ou problèmes. Vve E. Belin et fils, Paris 1889.
- Des notations mathématiques. Énumération, choix et usage. Gauthier-Villars, Paris 1909 (Digitalisat).
- Notice sur les travaux scientifiques. Gauthier-Villars, Paris 1910.

### Artikel (Auswahl)
- Développements en séries des fonctions elliptiques et de leurs puissances. In: Annales scientifiques de l’École normale supérieure. Serie 2, Band 6, 1877, S. 265–328, doi:10.24033/asens.151.
- Développements de séc x et tang x. In: Comptes Rendus Hebdomadaires de l’Académie des Sciences. Band 88, 1879, ISSN 0001-4036, S. 965–967 (online).
- Sur les permutations alternées. In: Journal de Mathématiques Pures et Appliquées. Serie 3, Band 7, 1881, S. 167–184, (online).
- Solution directe du problème résolu par M. Bertrand. In: Comptes Rendus Hebdomadaires de l’Académie des Sciences. Band 105, 1887, S. 436–437 (online).